# Cantó de Juzennecourt
El cantó de Juzennecourt és un cantó francès del departament de l'Alt Marne, situat al districte de Chaumont. Té 15 municipis i el cap és Juzennecourt.

## Municipis
- Autreville-sur-la-Renne
- Blaisy
- Colombey-les-Deux-Églises
- Curmont
- Gillancourt
- Juzennecourt
- Lachapelle-en-Blaisy
- Lamothe-en-Blaisy
- Maranville
- Meures
- Montheries
- Rennepont
- Rizaucourt-Buchey
- Sexfontaines
- Vaudrémont

## Història
| Data d'elecció                           | Identitat           | Partit           | Qualitat |
| ---------------------------------------- | ------------------- | ---------------- | -------- |
| 1945-1966                                | M. Collon           | Radical          |          |
| 1966-1998                                | Jean Raullet        | Sense etiqueta   |          |
| 1998-2011                                | Michel Berthelmot   | RPR, després UMP |          |
| 2011-                                    | Stéphane Martinelli | Divers droite    |          |
| les dades anteriors no són pas conegudes |                     |                  |          |
|                                          |                     |                  |          |

## Demografia
| A partir de 1990: Població sense dobles comptes |